# Jackery
深圳市华宝新能源股份有限公司，简称华宝新能、Jackery，是一家专注于便携储能产品（核心产品）及太阳能板等相关配套产品的公司。立足于深圳。

## 历史
2011年7月25日，深圳市华宝新能源股份有限公司在深圳成立。
2022年9月19日，公司在深圳市证券交易所上市。